# Base aérienne de Talil

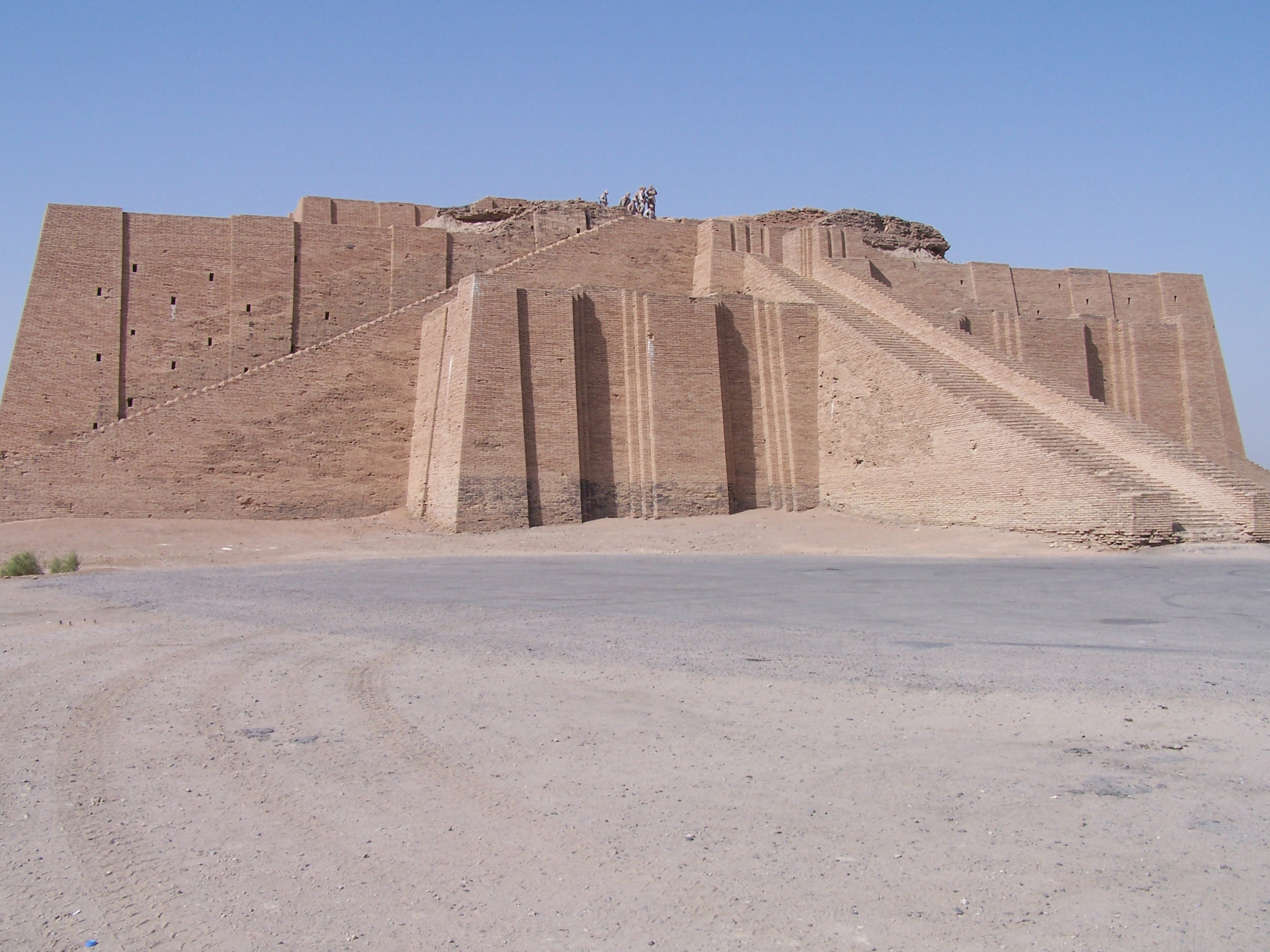
Ruines de la ziggurat d'Ur, à l'emplacement de la base aérienne de Talil.

La base aérienne de Talil, code IATA : XNH • code OACI : ORTL, en anglais : Ali Air Base), dénommée également base aérienne d'Imam Ali est une base militaire située près de Nassiriya en Irak.

## Situation
| Nadjaf Bagdad Bassorah Erbil Mossoul Souleimaniye Nassiriyah |

## Historique
Utilisée par la force aérienne irakienne qui y entreposa quelques MiG et des hélicoptères d'attaques Mil Mi-24 jusqu'en 1991, elle a servi ensuite de base à l'US Air Force en 2003 jusqu'au retrait américain du pays en 2011. Elle est située à environ 310 kilomètres au sud de Bagdad et à 20 kilomètres au sud-ouest de Nassiriya. Pendant l'opération Desert Storm en 1991, la base avait été en grande partie neutralisée par les avions de la Coalition. En 2003, lors de l'invasion de l'Irak par les États-Unis, aucun aéronef irakien n'était ainsi en état de voler.
L'aérodrome dispose de deux pistes mesurant 3 657 mètres et 2 956 mètres. Une tour de contrôle fut mise sur pied en 2010.